# Punta Valmalza
La Punta Valmalza (3.094 m s.l.m.) è una montagna delle Alpi dell'Ortles nelle Alpi Retiche meridionali. Si trova in Lombardia (al confine tra provincia di Brescia e provincia di Sondrio).